# グレート・パゴダ
グレート・パゴダ（英: Great Pagoda）は、イギリスの首都ロンドン南西部のキューガーデンに建てられた、灰色レンガ造10階建て、全高163 ft (50 m)のパゴダである。1761年にウィリアム・チェンバーズが、この庭園の創設者であるオーガスタ・オブ・サクス＝ゴータ王女のために建造した。展望台までの階段は253段ある。2006年に修繕のため一時閉鎖され、大規模な工事を経て2018年にふたたび一般開放された。第一級指定建築物である。
地上階の屋根は木製の柱で支え、その上層階には曲線的な屋根とチャイニーズ・チッペンデール様式のてすりがついたバルコニーを設けている。屋根は鉛板葺きであるが、当初は緑と白のタイルが交互に葺かれていた。屋根の上には復元された龍80匹が載せられている。建築史家のブリジット・チェリーは、『ペヴズナー・アーキテクチュアル・ガイド』の巻のひとつであるLondon 2: South において、このパゴダを「シノワズリの卓越した例」であると説明している。復元後の2019年の研究では、この建造物は「ヨーロッパに現存するもっとも著名なシノワズリ建築」であると評価されている。

## 歴史
ウェールズ公フレデリックの未亡人オーガスタは1759年、ロンドン郊外のキューに植物園を創設した。彼女はウィリアム・チェンバーズを雇用し、庭園に寺院、廃墟の橋、そしてグレート・パゴダといったさまざまな建築を築かせた。この庭園がつくられた18世紀は中国と西洋世界の交易が活発になり、中国の文化芸術に関する関心が急速に高まった時期であった。グレート・パゴダはそうした時代背景を示す初期の例である。
スウェーデンで生まれ、イングランドで教育を受けたチェンバーズはスウェーデン東インド会社に入社し、1740年代に中国とベンガルに3回渡航した。後年、彼は『東洋式造園に関する論考（Dissertation on Oriental Gardening）』を出版するが、1757年にはすでに「中国建築のデザイン（Designs of Chinese Buildings）」の巻を書き上げていた。キューガーデンを見た彼は当初、「広くもなく、立地がいいわけでもないうえ、土壌も一般にいって痩せている」と、あまり乗り気でない感想をのこしている。
気質としても訓練の結果としても、チェンバーズはパッラーディオ建築家であった。自著の『市民建築論（Treatise on Civil Architecture）』において、彼は「ローマ建築を復古させた者のなかでは、パッラーディオがもっとも正しく、優美である」と記述している。それにもかかわらず、チェンバーズは中国式の建築を積極的に採用した。しかし、彼にとって庭園の装飾程度にしか用いることのできない「おもちゃ」でしかなかった。彼は1763年に出版した『サリーのキューにある庭園と建築（The Gardens and Buildings at Kew in Surry）』において、「このデザインは私が『中国の建築、庭園とその他について（Buildings, Gardens &c of the Chinese）』にも記した、中国の塔（Taa）の模倣である。」と記述している。また、パゴダの建設に先駆け、キューガーデンに同様の様式の建築である「孔子の家（The House of Confucius）」を築いている。
ジョージアン・グループによる2013年の研究では、チェンバーズが同時代のほとんどの建築家と異なり中国への渡航歴があり、幅広い資料を得られたことを認めながら、グレート・パゴダの原型となった可能性のある中国の建築物について調査している。同論文の著者であるオルダス・バートラム（Aldous Bertram）は大報恩寺琉璃塔が着想のもとになっていると考えたが、17世紀初頭に広州に渡航したチェンバーズがほとんど確実に目にしているであろう、赤崗塔と琶洲塔が原型となっている可能性はそれより高いとも示唆している。
グレート・パゴダはわずか6か月で完成した。「壁はとても丈夫な煉瓦からなり、整然と敷き詰められている、そのような注意のため、建物の高さと工事の迅速さにもかかわらず、塔には少しのひびや破損すらない」という、工事の素早さと品質の高さはチェンバーズの誇りであった。10階建ての屋根には80匹の箔押しされた龍が飾られていたが、1784年までに取り外された。塔の高さは、同時代の人々に感銘を与えた。1762年、ホレス・ウォルポールは友人に宛てて「キューにできたパゴダは木よりも高くのび、ヨークシャーからでも見ることができるだろう」と記している。
第二次世界大戦中、パゴダは兵器の実験場として用いられた。発煙弾を高所から落とす実験を行うため、各階には穴があけられた。20世紀の終わりまでにパゴダは荒廃し、一般公開されなくなった。龍の装飾の復元をふくむ大規模な復旧工事がキュー王立植物園とヒストリック・ロイヤル・パレスの合同でおこなわれ、2018年にふたたび一般公開がはじまった。復旧工事は、利用可能な史料をもとに、できるかぎり本来の建築的特徴を復元することを目指しておこなわれた。龍の原型はアフリカ産のシダーから彫りだされ、一番低い屋根のために7匹が複製された。彫刻はシティ・アンド・ギルド・ロンドン美術大学の歴史的彫刻主任であるティム・クローリー（Tim Crawley）が担当した。木彫では屋根に負担がかかりすぎるため、残りの彫刻は3Dプリンターを用いてナイロン樹脂で生成された。この復旧工事は多くのデザイン賞を受賞した。